# Machine Keizerrijk
Het Machine Keizerrijk (Engels: Machine Empire) is een fictief leger van robots uit de televisieserie Power Rangers. Ze vormden de hoofdvijanden in Power Rangers: Zeo en kwamen verder voor in Power Rangers in Space en Power Rangers: Wild Force.

## Geschiedenis
Het Machine Keizerrijk was een massief ras van mechanische wezens, geleid door het Royal House of Gadgetry. Hun exacte oorsprong is niet bekend. Het keizerrijk had reeds een groot aantal planeten veroverd en richtte aan het begin van Power Rangers: Zeo zijn aandacht op de aarde. Bij hun aankomst schakelden ze eerst de concurrentie uit door Rita Repulsa en Lord Zedd te verdrijven. Echter, hun pogingen de aarde te veroveren waren minder succesvol aangezien de Zeo Rangers elke aanval af wisten te slaan. Uiteindelijk besloot Koning Mondo zelf de Rangers te bevechten, maar hij werd verslagen door de Super Zeo Megazord.
Gedurende Mondo’s afwezigheid probeerden een op wraak beluste Rita en Zedd het keizerrijk over te nemen met hun eigen robot, Louie Kaboom. Dit plan mislukte door de komst van Mondo’s oudste zoon, Prins Gasket, en diens vrouw, Archerina. De twee leidden het keizerrijk in een massale invasie in Angel Grove, maar de Rangers wisten ook deze aanval af te slaan. Toen Mondo terugkeerde vluchtten de twee.
Het Keizerrijk werd uiteindelijk verslagen toen Rita en Zedd het gehele Royal House of Gadgetry uitschakelden met een bom. Zonder leiders werd het keizerrijk nutteloos en trok zich terug.
Het Royal House werd echter herbouwd (door wie is niet bekend), en sloot zich aan bij de United Alliance of Evil onder bevel van Dark Specter. In de finale van Power Rangers in Space viel het Machine Keizerrijk KO-35 en de thuisplaneet van de Phantom Ranger aan, waarbij ze de Phantom Ranger en Blue Senturion versloegen. Toen Zordons energiegolf deze planeten trof werden vrijwel alle leden van het Keizerrijk, waaronder Mondo en Machina, veranderd in zand.
Jaren later in Power Rangers: Wild Force bleek echter dat een aantal generaals nog leefden, en van plan waren met Lord Zedds oude zord Serpentera de aarde te veroveren. Dit alles gebeurde in de aflevering Forever Red. Ze werden gestopt door een team van 10 Rode Rangers, waarbij voorgoed een einde kwam aan de periode van het Keizerrijk.

## Royal House of Gadgetry
Het Royal House of Gadgetry was de koninklijke familie van het Keizerrijk, en daarmee het belangrijkste bestuursorgaan.

### Koning Mondo
Koning Mondo (King Mondo), ook bekend als de Machine Koning, was de leider van het machine keizerrijk. Na Rita en Zedd te hebben verdreven was hij echter geschokt dat zijn eerste aanval op de Aarde gemakkelijk afgeslagen werd door de Ranges. De Rangers bleken sterkere tegenstanders dan hij dacht, zeker nadat ze hulp kregen van de Gouden Ranger. Mondo groef een oud wapen genaamd het Sword of Damocles op en vocht zelf met de Rangers. Hij werd echter vernietigd door de nieuwe Super Zeo Megazord.
Mondo werd later herbouwd en veroverde zijn troon, die was overgenomen door Prins Gasket en Archerina, terug. Na een misluke poging om de Gouden Rangerkrachten, die nu in het bezit waren van Jason Lee Scott, te veroveren, werden Mondo en zijn familie vernietigd door een bom van Zedd en Rita.
Wederom herbouwd werd Mondo lid van Dark Specters United Alliance of Evil. Maanden later leidde hij persoonlijk de aanval van zijn troepen op KO-35 den de Phantom Rangers’ thuisplaneet. Hij werd echter vernietigd door Zordons energiegolf, en dit keer voorgoed.
Voor Koning Mondo werd grotendeels beeldmateriaal gebruikt van Emperor Bacchus Wrath uit Chouriki Sentai Ohranger. Zijn stem werd gedaan door David Stenstrom.

### Koningin Machina
Koningin Machina is Koning Mondo's vrouw en de moeder van Prins Sprocket en Prins Gasket. Ze werd samen met haar man en zoon vernietigd aan het einde van Zeo, maar herbouwd door de United Alliance of Evil.
Machine is de enige vrouwelijke vijand uit Power Rangers waarvan met zekerheid vaststaat dat ze vernietigd is door Zordons energiegolf. Rita Repulsa, Divatox, lord Zedd en Astronema overleefden de golf werden weer normale mensen, en Scorpina’s lot is niet bekend.
Machina’s stem werd gedaan door Alex Borstein.

### Prins Sprocket
Prins Sprocket is de jongste zoon van King Mondo en Queen Machina. Hij was daarmee de eerste kindachtige vijand in een Power Rangers serie. Vanwege zijn jonge leeftijd nam hij niet deel aan gevechten. Hij werd vernietigd door Zordons energiegolf in Power Rangers in Space.
Sprockets stem werd gedaan door Barbara Goodson
Notitie: in Chouriki Sentai Ohranger waren Sprocket en Gasket een en dezelfde: Prince Buldont.

### Klank
Klank is een van de twee toprobots dienaar van de Royal House of Gadgetry , en partner van Orbus. Klank is een mensachtige robot die altijd vergezeld wordt door Orbus. Zij zijn het die de machine monsters vergroten tegen het einde van een aflevering. Hij werd uiteindelijk vernietigd door Zordons energiegolf in Power Rangers in Space.
Klanks stem werd gedaan door Oliver Page.

### Orbus
Orbus is de tweede toprobot van het Keizerrijk, partner van Klank, en een dienaar van de Royal House of Gadgetry. Orbus is een kleine ronde robot die samen met Klank monsters kan vergroten. Hij werd vernietigd door Zordons energiegolf.
Zijn stem werd gedaan door Barbara Goodson.

## Usurpators
Toen Mondo tijdelijk verslagen was, probeerden verschillende usurpators de troon van het keizerrijk over te nemen.

### Louie Kaboom
Louie Kaboom was een robot gestuurd door Rita en Lord Zedd (en vermoedelijk gemaakt door Finster) in een poging het Machine Keizerrijk over te nemen na Koning Mondo’s vernietiging. Echter, Goldar en Rito Revolto verloren de afstandsbediening waardoor Louie zijn eigen gang kon gaan.
Louie probeerde zo goed hij kon het Keizerrijk te leiden en Koningin Machina's hart te winnen, maar hij faalde bij elke poging. Zedd en Rita’s pogingen om controle over Louie terug te krijgen waren eveneens niet succesvol.
Toen Prins Gasket en Archerina arriveerden nam Archerina controle over Louie met een van haar liefdespijlen. Ze dwong hem Angel Grove aan te vallen, alwaar de Rangers hem vernietigden
Louie Kabooms stem werd gedaan door Lex Lang

### Prins Gasket
Prince Gasket was de oudste zoon van Mondo en Machina, en daarmee de oudere broer van Prins Sprocket. Hij verliet op een onbekend moment voor de start van Power Rangers: Zeo het Keizerrijk omdat hij verliefd was geworden op Archerina.
Toen het nieuws van Mondo’s vernietiging Gasket bereikte keerde hij terug om het bevel over het keizerrijk op zich te nemen, en zich te ontdoen van Louie Kaboom. Gasket ontvoerde Tommy Oliver, Zeo Ranger V, en liet hem denken dat hij de Koning van het Machinekeizerrijk was en de Rangers zijn vijanden. Ook ving hij de Aarde een keer in een tijdlus waarin dezelfde dag zich bleef herhalen, zodat hij de Aarde lang genoeg kon observeren voor een aanvalsplan. Tommy was de enige die dit besefte (door Gaskets eerdere hersenspoeling) en wist hem te stoppen.
Toen Mondo terugkeerde vluchtten Gasket en Archerina weg. Ze kwamen terug in de aflevering "Hawaii Zeo", waarin ze als reuzen de Zeo Ultrazord bevochten. Ze verloren en krompen weer tot normaal formaat. Geconfronteerd door Mondo waren ze gedwongen opnieuw te vluchten, en dit keer voorgoed. Ze werden niet meer gezien en aangenomen wordt dat ze vernietigd zijn door Zordons energiegolf.
Gaskets stem werd gedaan door Douglas Sloan.
Notitie: Gasket en Archerina's kostuums vielen uiteen kort na hun laatste optreden waardoor ze niet konden terugkeren in latere afleveringen. In Chouriki Sentai Ohranger waren Sprocket en Gasket een en dezelfde: Prince Buldont. Sprocket was Buldonts kindvorm en Gasket zijn volwassen vorm.

### Archerina
Prinses Archerina is de vrouw van Prins Gasket. Ze is tevens de dochter van Koning Aradon, Mondo's aartsvijand.
Archerina kan energiepijlen afvuren waarmee ze anderen verliefd op haar kan laten worden. Ze gebruikte dit onder andere tegen Louie Kaboom. Ze kan tevens pijlen afvuren met een destructief effect en zichzelf in een levende raket veranderen. Haar boog kan veranderen in een zwaard voor een op een gevechten.
Zij en Gasket kwamen naar de Aarde toen Mondo was vernietigd, en namen het Keizerrijk over. Archerina ontwikkelde al snel een grote haat tegen Katherine Hillard.
Na Mondo’s terugkeer vluchtten Archerina en Gasket weg, maar keerden weer terug in "Hawaii Zeo" om de Rangers nog eenmaal te confronteren. Beide werden verslagen door de Zeo Ultrazord, maar overleefden het, waarna ze weer wegvluchtten. Ze werden niet meer teruggezien en vermoedelijk vernietigd door Zordons energiegolf.
Haar stem werd gedaan door Melora Harte.

## Monsters
De Monsters in Power Rangers: Zeo zijn allemaal mechanische constructies.
| - Staroid - Silo - Boohoo the Clown - People Pitcher - Digster - Puppetman - Leaky Faucet - Pumpkin Sorcerer - Video Vulture - Shower Monster - Traffic Kitty - Bucket of Bolts - Hydro Contaminators - Adrian and Pollenator (Plant Monsters) - Fortissimodo |  | - Mean Screen - Mechanizer - Robocupid - Defoliator - Main Drain - Punch-A-Bunch - Mace Face - Autochthon - Defector - Drill Master - Googleheimer the Toy Robot - Wrecking Ball - Admiral Abominator - Wolfbane - Tarantabot |  | - Somnibot - Borax and the Varoxes - Hosehead - Tough Tusks - Stenchy - Midas Monster - Cruel Chrome - Altor - Protectron - Nuklifier - Mechaterpillar - Impursonator * - Cog Changer |

* Impursonator was geen monster van het Machine Keizerrijk, maar van Rita Repulsa en Lord Zedd. Derhalve was dit ook het enige niet mechanische monster in de serie.

## Overig
- Cogs: Mechanische dienaren en soldaten van het Keizerrijk. Om ze te verslaan moeten ze geheel worden ontmanteld of kortgesloten. Ze zijn gewapend met een speer die stroomstoten kan uitdelen.
- Quadra Fighters: de vliegende gevechtsmachines van het Keizerrijk, bestuurd door Cogs.